# Liste der Wappen in Mecklenburg-Vorpommern
Diese Liste zeigt die Wappen des Landes Mecklenburg-Vorpommern mit seinen heute zwei kreisfreien Städten und sechs Landkreisen. Zusätzlich enthält die Liste die Wappen der bis zur Kreisgebietsreform 2011 bestehenden kreisfreien Städte und Landkreise. Die Wappen der Städte und Gemeinden werden landkreisweise erfasst und können über die Navigationsleiste unten aufgerufen werden.
Wie schon im Wappen Mecklenburg-Vorpommerns zu sehen, sind die am häufigsten auftretenden Symbole der Stier Mecklenburgs und der Greif Pommerns. Es ist aber auch das hanseatische Kreuz zu finden. So demonstriert meist die Kombination der Farben rot und weiß ebenso die hanseatische Tradition der Städte in dieser Region.

## Mecklenburg-Vorpommern und Vorgängergebiete
| Bundesland oder Gebiet                     | Wappen               | Kommentare |
| ------------------------------------------ | -------------------- | --- |
| Mecklenburg-Vorpommern                     | Großes Landeswappen  | Festgelegt durch das Gesetz über die Hoheitszeichen des Landes vom 23. Juli 1991: „Das Land Mecklenburg-Vorpommern führt ein großes und ein kleines Landeswappen. Das große Landeswappen zeigt einen gevierteilten Schild. Im rechten oberen Feld befindet sich der mecklenburgische Stierkopf auf goldenem Grund, im linken oberen Feld der rote pommersche Greif auf silbernem Grund, im rechten unteren Feld der rote brandenburgische Adler auf silbernem Grund und im linken unteren Feld der mecklenburgische Stierkopf auf goldenem Grund. Das kleine Landeswappen zeigt einen in der Mitte längs gespaltenen Schild. Im rechten Feld befindet sich der Mecklenburgische Stierkopf auf goldenem Grund und im linken Feld der rote pommersche Greif auf silbernem Grund.“ Die Verfassung des Landes Mecklenburg-Vorpommern wurde erst am 23. Mai 1993 erlassen und fasst sich in Artikel 1 Absatz 3 zu diesem Thema daher sehr kurz: „Die Landesfarben sind blau, weiß, gelb und rot. Das Nähere über Landesfarben und Landeswappen sowie deren Gebrauch regelt das Gesetz.“ Das große und kleine Wappen des Landes Mecklenburg-Vorpommern wurde nach der Wiedervereinigung entworfen und erlassen. Im kleinen Landeswappen repräsentiert der Stier den Landesteil Mecklenburg und der rote Greif Pommerns den Landesteil Vorpommern. Im großen Landeswappen sind zwei Stiere vorhanden, da Mecklenburg historisch aus den beiden Teilen Mecklenburg-Schwerin und Mecklenburg-Strelitz bestand. Außerdem zu sehen der Adler Brandenburgs, der nicht nur für einige kleinere Teile des historischen Landes steht, sondern auch die historische Verbundenheit dieses Landes mit Pommern. |
| Mecklenburg-Vorpommern                     | Kleines Landeswappen | Festgelegt durch das Gesetz über die Hoheitszeichen des Landes vom 23. Juli 1991: „Das Land Mecklenburg-Vorpommern führt ein großes und ein kleines Landeswappen. Das große Landeswappen zeigt einen gevierteilten Schild. Im rechten oberen Feld befindet sich der mecklenburgische Stierkopf auf goldenem Grund, im linken oberen Feld der rote pommersche Greif auf silbernem Grund, im rechten unteren Feld der rote brandenburgische Adler auf silbernem Grund und im linken unteren Feld der mecklenburgische Stierkopf auf goldenem Grund. Das kleine Landeswappen zeigt einen in der Mitte längs gespaltenen Schild. Im rechten Feld befindet sich der Mecklenburgische Stierkopf auf goldenem Grund und im linken Feld der rote pommersche Greif auf silbernem Grund.“ Die Verfassung des Landes Mecklenburg-Vorpommern wurde erst am 23. Mai 1993 erlassen und fasst sich in Artikel 1 Absatz 3 zu diesem Thema daher sehr kurz: „Die Landesfarben sind blau, weiß, gelb und rot. Das Nähere über Landesfarben und Landeswappen sowie deren Gebrauch regelt das Gesetz.“ Das große und kleine Wappen des Landes Mecklenburg-Vorpommern wurde nach der Wiedervereinigung entworfen und erlassen. Im kleinen Landeswappen repräsentiert der Stier den Landesteil Mecklenburg und der rote Greif Pommerns den Landesteil Vorpommern. Im großen Landeswappen sind zwei Stiere vorhanden, da Mecklenburg historisch aus den beiden Teilen Mecklenburg-Schwerin und Mecklenburg-Strelitz bestand. Außerdem zu sehen der Adler Brandenburgs, der nicht nur für einige kleinere Teile des historischen Landes steht, sondern auch die historische Verbundenheit dieses Landes mit Pommern. |
| Freistaat Mecklenburg-Schwerin (1919–1934) |                      | Angenommen 1921: „Gespalten und zweimal geteilt mit aufgelegtem Herzschild; 1. in Gold ein schwarzer Stierkopf mit Halsfell (Mecklenburg), 2. in Blau ein goldener Greif (Hansestadt Rostock), 3. geteilt; oben in Blau ein goldener Greif, unten ein silbern eingefasstes grünes Feld (Fürstentum Schwerin), 4. in Rot ein silbernes Kreuz (Fürstentum Ratzeburg), 5. in Rot ein silberner Frauenarm (Herrschaft Stargard), 6. in Gold ein schwarzer Stierkopf ohne Halsfell (Herrschaft Werle) Herzschild: geteilt von Rot über Gold (Grafschaft Schwerin).“ |
| Freistaat Mecklenburg-Strelitz (1919–1934) |                      | Angenommen am 6. Januar 1921: „Das Wappen zeigt, gespalten und halbgeteilt; vorn in Blau eine gezinnte silberne Mauer mit einem spitzbedachten Zinnenturm; hinten oben in Gold ein hersehender schwarzer Stierkopf mit geöffnetem Maul, silbernen Zähnen, ausgeschlagener roter Zunge, silbernen Hörnern und abgerissenem Halsfell, dessen Randung bogenförmig ausgeschnitten ist und sieben Spitzen zeigt; hinten unten in Rot ein schwebendes silbernes Kreuz.“ |
| Provinz Pommern                            |                      | Festglegt durch den König von Preußen 1881: „In Silber ein goldbewehrter roter Greif.“ Weitere Einzeheiten siehe Wappen Pommerns. |

## Landkreise

Landkreis Ludwigslust-Parchim
Landkreis Mecklenburgische Seenplatte
Landkreis Nordwestmecklenburg
Landkreis Rostock
Landkreis Vorpommern-Greifswald
Landkreis Vorpommern-Rügen

### Ehemalige Landkreise

Landkreis Bad Doberan Geteilt durch einen liegenden, mit der Krümme nach vorn und oben gekehrten silbernen Abtstab; oben in Blau ein schreitender goldener Greif mit aufgeworfenem Schweif und ausgeschlagener roter Zunge; unten in Gold ein hersehender schwarzer Stierkopf mit geschlossenem Maul, ausgeschlagener roter Zunge und silbernen Hörnern, auf der Stirn eine goldene Fürstenkrone, von der fünf abwechselnd mit Lilien und Perlen besteckte Zinken sichtbar sind.
Landkreis Demmin Halbgeteilt und gespalten, von oben in Gold ein hersehender schwarzer Stierkopf mit geschlossenem Maul, ausgeschlagener roter Zunge und silbernen Hörnern, auf der Stirn eine goldene Fürstenkrone, von der fünf abwechselnd mit Lilien und Perlen besteckte Zinken sichtbar sind, hinten in Blau eine schwebende, gezinnte silberne Burg mit geöffnetem begattertem Tor und einem Zinnenturm, dessen Spitzdach mit einer Lilie bekrönt ist und dessen drei Geschosse mit je drei betagleuchteten Fenstern versehen sind, von unten geteilt: oben in Rot ein wachsender silberner Greif, unten von Gold und Blau geschacht.
Landkreis Güstrow In geteiltem Schild oben in Gold ein hersehender schwarzer Stierkopf mit geschlossenem Maul, aufgeschlagener roter Zunge und silbernen Hörnern, auf der Stirn eine goldene Fürstenkrone, von der fünf abwechselnd mit Blattornamenten und Perlen besteckte Zinken sichtbar sind, beseitet von je einem roten Stern; unten in von Rot und Gold geteiltem Feld zwei schräggekreuzte Bischofsstäbe in verwechselten Farben.
Landkreis Ludwigslust Geteilt durch einen Wellenschnitt von Rot und Silber; oben ein schreitendes goldenes Pferd; unten drei fächerförmig zusammengewachsene grüne Eichenblätter.
Landkreis Mecklenburg-Strelitz Das Wappen zeigt, gespalten und halbgeteilt; vorn in Blau eine gezinnte silberne Mauer mit einem spitzbedachten Zinnenturm; hinten oben in Gold ein hersehender schwarzer Stierkopf mit geöffnetem Maul, silbernen Zähnen, ausgeschlagener roter Zunge, silbernen Hörnern und abgerissenem Halsfell, dessen Randung bogenförmig ausgeschnitten ist und sieben Spitzen zeigt; hinten unten in Rot ein silbernes Malteserkreuz.
Landkreis Müritz Über einem vierfach gezinnten roten Mauerschildfuß mit offenem Tor, darin silbergewelltes blaues Wasser, von Gold und Blau gespalten; vorn ein hersehender schwarzer Stierkopf mit silbernen Hörnern, geschlossenem Maul, ausgeschlagener roter Zunge und goldener Krone, die fünf abwechselnd mit Lilien und Perlen besteckte Zinken zeigt; hinten ein silberner Fischadler mit geschlossenem Flug und einem silbernen Fisch in den Fängen.
Landkreis Nordvorpommern Gespalten von Blau und Gold; vorn ein nach links gewendeter goldener Greif mit ausgeschlagener roter Zunge und aufgeworfenen Schweif; hinten ein schwarzer Greif mit ausgeschlagener roter Zunge und aufgeworfenem Schweif, die beiden unteren Schwungfedern des Fluges silbern.
Landkreis Nordwestmecklenburg In gespaltenem Schild vorn in Gold am Spalt ein halber herschauender schwarzer Stierkopf mit silbernen Hörnern, goldener Krone, geöffnetem Maul, silbernen Zähnen, ausgeschlagener roter Zunge und abgerissenem Halsfell, dessen Randung bogenförmig ausgeschnitten ist; hinten in Blau ein stehender goldener Bischofsstab.
Landkreis Ostvorpommern In Gold ein aufgerichteter, rot gezungter schwarzer Greif mit aufgeworfenem Schweif.
Landkreis Parchim In Gold ein hersehender schwarzer Stierkopf mit schwarzen Hörnern, geschlossenem Maul und einer goldenen Krone, von der drei kleeblattförmige Zinken sichtbar sind, ein rechtes blaues Schrägeck und ein linkes unteres blaues Schrägeck.
Landkreis Rügen Das Kreiswappen des Landkreises Rügen zeigt: Geteilt von Gold über Blau; oben ein rot gekrönter und bewehrter Schwarzer Löwe mit Doppelschweif, der aus dem im unteren Felde befindlichen, aus fünf roten Steinen gebildeten Stufengiebel hervorwächst. Auf dem Schild ruht eine Volkskrone; sie besteht aus einem mit roten Steinen geschmückten goldenen Reifen, der mit fünf ornamentalen Blättern besetzt ist.
Landkreis Uecker-Randow In Silber ein aus blauem, mit zwei silbernen Wellenbalken belegtem Wellenschildfuß hervorkommender, sich nach oben verjüngender, gezinnter roter Back-steinrundturm mit abgeflachtem Spitzdach und zwei balkenweise angeordneten schwarzen Fenstern, begleitet: rechts von einem goldbewehrten roten Greif, links von einem goldbewehrten roten Adler.

## Kreisfreie Städte
| Stadt                                 | Wappen                              | Kommentare |
| ------------------------------------- | ----------------------------------- | --- |
| Hansestadt Rostock                    | Wappen der Stadt Rostock            | Das Wappen wurde am 10. April 1858 durch Friedrich Franz II., Großherzog von Mecklenburg-Schwerin festgelegt und unter der Nr. 9 der Wappenrolle des Landes Mecklenburg-Vorpommern registriert: „Geteilt; oben in Blau ein schreitender goldener Greif mit aufgeworfenem Schweif und ausgeschlagener roter Zunge; unten geteilt von Silber über Rot.“ |
| Landeshauptstadt Schwerin             | Wappen der Landeshauptstadt Rostock | Das Wappen wurde 1990 neu gestaltet, am 11. Februar 1991 durch das Ministerium des Innern genehmigt und unter der Nr. 26 der Wappenrolle des Landes Mecklenburg-Vorpommern registriert: „In Blau das goldene Reiterbildnis Herzog Heinrichs des Löwen: ein Ritter mit Topfhelm auf einem gezäumten, schreitenden Ross, in der Rechten eine Fahnenlanze mit einer dreilätzigen Fahne und in der Linken ein Dreieckschild, darin ein schreitender leopardierter Löwe haltend.“ |
| Landeshauptstadt Schwerin (1939–1991) | Wappen der Landeshauptstadt Rostock | Verliehen vom Reichsstatthalter in Mecklenburg am 30. September 1939: „In Blau ein vollgerüsteter goldener Ritter, in der Rechten eine Lanze mit daran befestigter dreizipfliger Fahne; am linken Arm ein roter Schild, darin ein hersehender schreitender goldener Löwe.“ |

### Ehemals kreisfreie Städte bis 2011

Hansestadt Greifswald
Stadt Neubrandenburg
Hansestadt Stralsund
Hansestadt Wismar